# Nöldnerplatz
Der Nöldnerplatz ist ein Platz im Berliner Ortsteil Rummelsburg des Bezirks Lichtenberg. Er wurde nach dem 1944 hingerichteten Antifaschisten Erwin Nöldner benannt. Bekannt ist der Platz durch den gleichnamigen S-Bahnhof und den nach Entwürfen von Max Taut erbauten denkmalgeschützten Schulkomplex. Der Nöldnerplatz besteht weitgehend aus Grünanlagen, die seit den späten 1990er Jahren neu gestaltet wurden.

## Stadtplatz

### Lage, Ausdehnung und Verkehr
Der Nöldnerplatz liegt im Südwesten des Bezirks Lichtenberg, etwas außerhalb des Berliner S-Bahn-Rings, etwa sechs Kilometer vom Alexanderplatz entfernt. Im Bereich des Platzes grenzen die Victoriastadt und der Weitlingkiez aneinander. Einige hundert Meter südlich liegt das seit Ende der 1990er Jahre entstandene neue Wohnviertel Rummelsburger Bucht. Der Platz ist annähernd dreieckig und knapp vier Hektar groß. Im Norden des Platzes liegen die Strecke der Ostbahn, an der sich auch der S-Bahnhof Nöldnerplatz befindet, und der Archibaldweg. Im Westen wird der Platz durch den Bahndamm der Verbindungsbahn zwischen Ringbahn und Betriebsbahnhof Berlin-Rummelsburg und im Nordosten durch die Lückstraße begrenzt. An der Südostseite des Platzes liegt die Schlichtallee, von der die Fischerstraße abzweigt. Die in Ost-West-Richtung verlaufende Nöldnerstraße teilt den Platz. Zwischen den Straßen befinden sich Grünanlagen.
Das Gebiet wird neben der S-Bahn durch diverse Buslinien erschlossen. Bushaltestellen befinden sich in der Nöldnerstraße und direkt vor dem S-Bahnhof. Über die Lückstraße und weiter über die Schlichtallee oder die Nöldnerstraße verläuft die Straßenverbindung vom Weitlingkiez und von den Wohngebieten im Süden des Ortsteils Friedrichsfelde zur Berliner Innenstadt.

### Geschichte
Ende des 19. Jahrhunderts war das Gebiet um den Platz, das damals zur Landgemeinde Boxhagen-Rummelsburg gehörte, weitgehend unbebaut. Etwas östlich, in der heutigen Lückstraße, befand sich die vor 1800 entstandene Kolonistensiedlung Lichtenberger Kietz. Im Nordwesten, jenseits der 1866 eröffneten Ostbahnstrecke, war die Victoriastadt bereits zu großen Teilen bebaut. Westlich des heutigen Platzes in der Prinz-Albert-Straße (heute: Nöldnerstraße), jenseits der 1879 gebauten Verbindungsbahn nach Rummelsburg, war 1892 die Erlöserkirche eingeweiht worden.
Bereits 1874 war ein Schulhaus in der Nordwestecke des heutigen Platzes in der damaligen Portlandstraße (um 1960 in den Nöldnerplatz einbezogen) fertiggestellt worden. 1891 entstand in der Prinz-Albert-Straße westlich des Platzes neben der Erlöserkirche die Centralschule Boxhagen-Rummelsburg. Das alte Schulgebäude wurde daraufhin zum Armenhaus der Gemeinde Boxhagen-Rummelsburg. Im Zweiten Weltkrieg wurde das Gebäude stark beschädigt und anschließend abgerissen. Ein benachbartes Grundstück hatte sich die Gemeinde 1896/1897 gesichert, um dort einen Erholungs- und Spielplatz zu errichten.
Seit 1882 gab es an der südlich gelegenen Niederschlesisch-Märkische Eisenbahn nach Frankfurt (Oder) den Haltepunkt Kietz-Rummelsburg, etwa 300 m vom Platz entfernt östlich der Kietzer Straße, der heutigen Schlichtallee. Ende des 19. Jahrhunderts entstand ein Bebauungsplan, in dem das Straßennetz und die Baufluchten der Häuser des heutigen Weitlingkiezes festgelegt wurden. Um 1900 kaufte Baumeister Wagenknecht das Gebiet zwischen heutiger Lück- und Fischerstraße und ließ dort die ersten Mehrfamilienhäuser errichten. In den folgenden Jahren wurde das Gebiet östlich des Platzes mit Mietshäusern bebaut. 1903 wurden die vorher auf dem Geländeniveau verlaufenden Bahngleise der Ostbahn in Dammlage verlegt. Einstmals durchgehende Straßenzüge wie der von der Neuen Prinz-Albert-Straße (heute: Lückstraße) zur Kantstraße (heute: Kaskelstraße) sind seitdem unterbrochen. Bei der Verlegung der Bahntrasse wurde ein zunächst Rummelsburg Ost genannter Bahnhof eingerichtet, der heutige Bahnhof Nöldnerplatz. In den Folgejahren entstanden weitere Wohnbauten an der Nordostseite des Platzes. 1912 wurde die Gemeinde Boxhagen-Rummelsburg in die Stadt Lichtenberg eingemeindet, die wiederum 1920 zu Groß-Berlin kam.

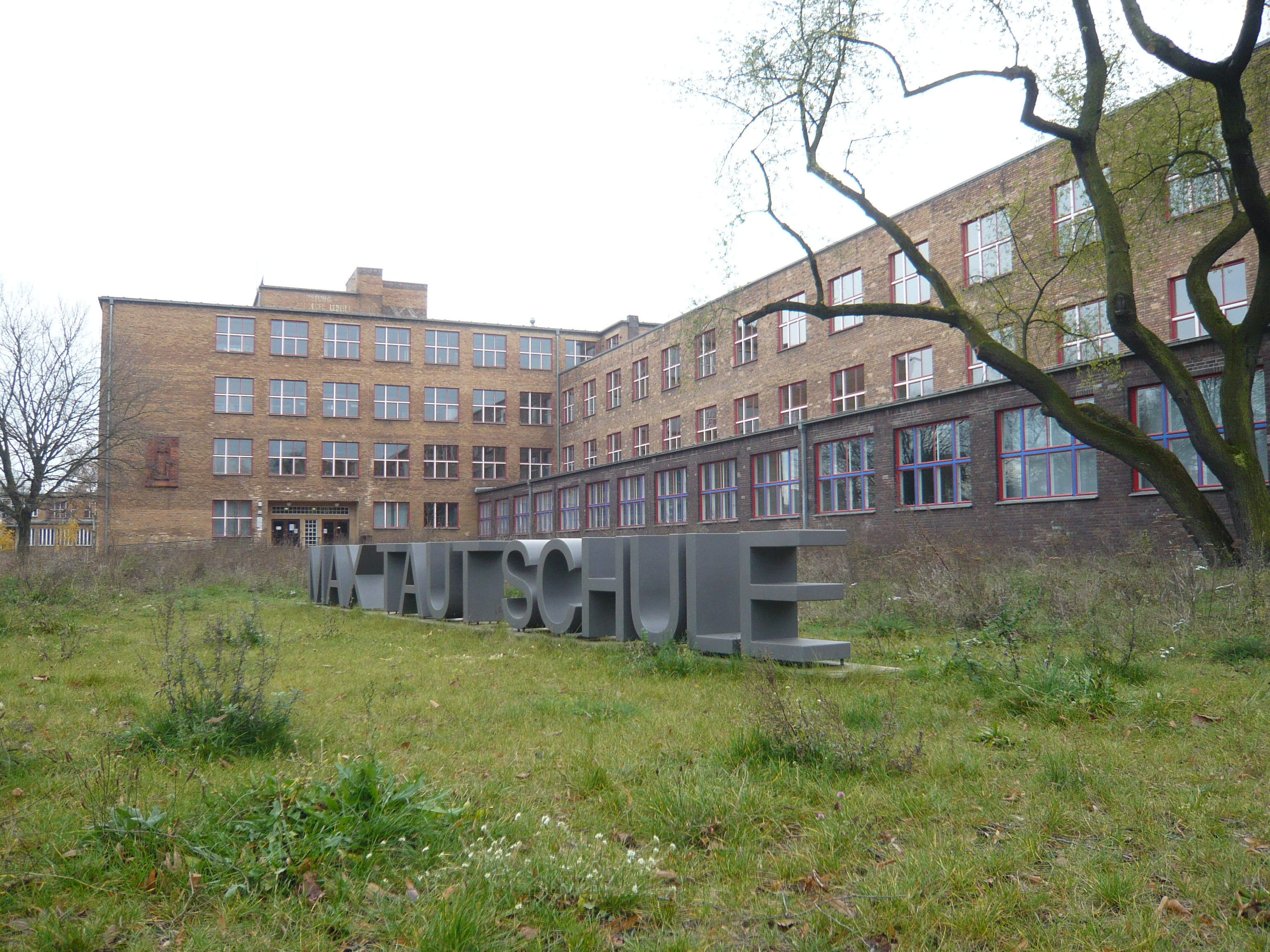
Max-Taut-Schule

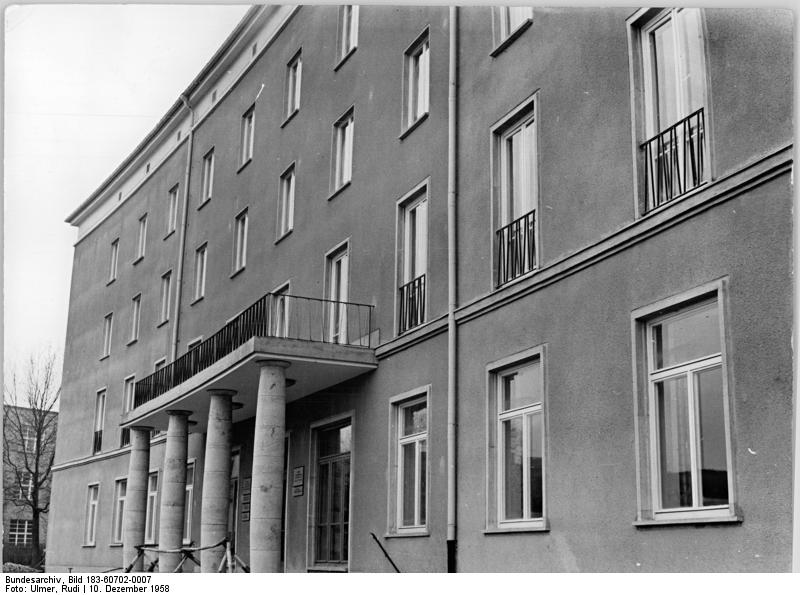
Akademie für Ärztliche Fortbildung, Nöldnerstraße 35 bei ihrer Eröffnung 1958
(heute Polizeidirektion Berlin, Abschnitt 64)

Im Rahmen eines städtebaulichen Wettbewerbs wurde von 1927 bis 1932 auf der Südostseite des Platzes eine Schule im Stil der Neuen Sachlichkeit nach Plänen von Max Taut gebaut. Südlich der Schule sollte ein Wohngebiet entstehen. Wegen des schlechten Baugrundes wurden diese Planungen jedoch nicht verwirklicht. Dort befinden sich bis heute Kleingärten. Im Zweiten Weltkrieg wurde ein großer Teil der Bebauung am Platz zerstört. Es verblieben drei Wohnhäuser und die Max-Taut-Schule, die ebenfalls teilweise beschädigt war.
Bis zum Ende des Zweiten Weltkriegs hatte die Grünanlage keinen offiziellen Namen, im Volksmund wurde sie „Lindenplatz“ genannt. 1947 erhielt die Anlage den Namen Nöldnerplatz nach dem Antifaschisten Erwin Nöldner, der in der nahen Türrschmidtstraße gelebt hatte.
Bis 1953 verkehrte eine Straßenbahnlinie über den Platz, die die Marktstraße über die Weitlingstraße mit Alt-Friedrichsfelde verband. Im Jahr 1958 wurde die Portlandstraße, die im Nordwesten des Platzes den Archibaldweg und die Nöldnerstraße verband, aufgehoben und das Gelände in die Grünanlage einbezogen. Im gleichen Jahr entstand der Neubau eines Bürohauses auf der Westseite des Platzes für die Akademie für Ärztliche Fortbildung der DDR.
2003 lobte das Bezirksamt Lichtenberg eines städtebaulichen Wettbewerb zur Neugestaltung des Platzes aus. Der Platz sollte aufgewertet werden, wobei der Charakter als Grünanlage besser sichtbar werden sollte. Außerdem sollten die Verkehrswege übersichtlicher gestaltet werden. Die Grünanlage auf der Nordseite des Platzes wurde entsprechend umgestaltet, und neue Spielplätze wurden angelegt.

### Bebauung und Kunstwerke

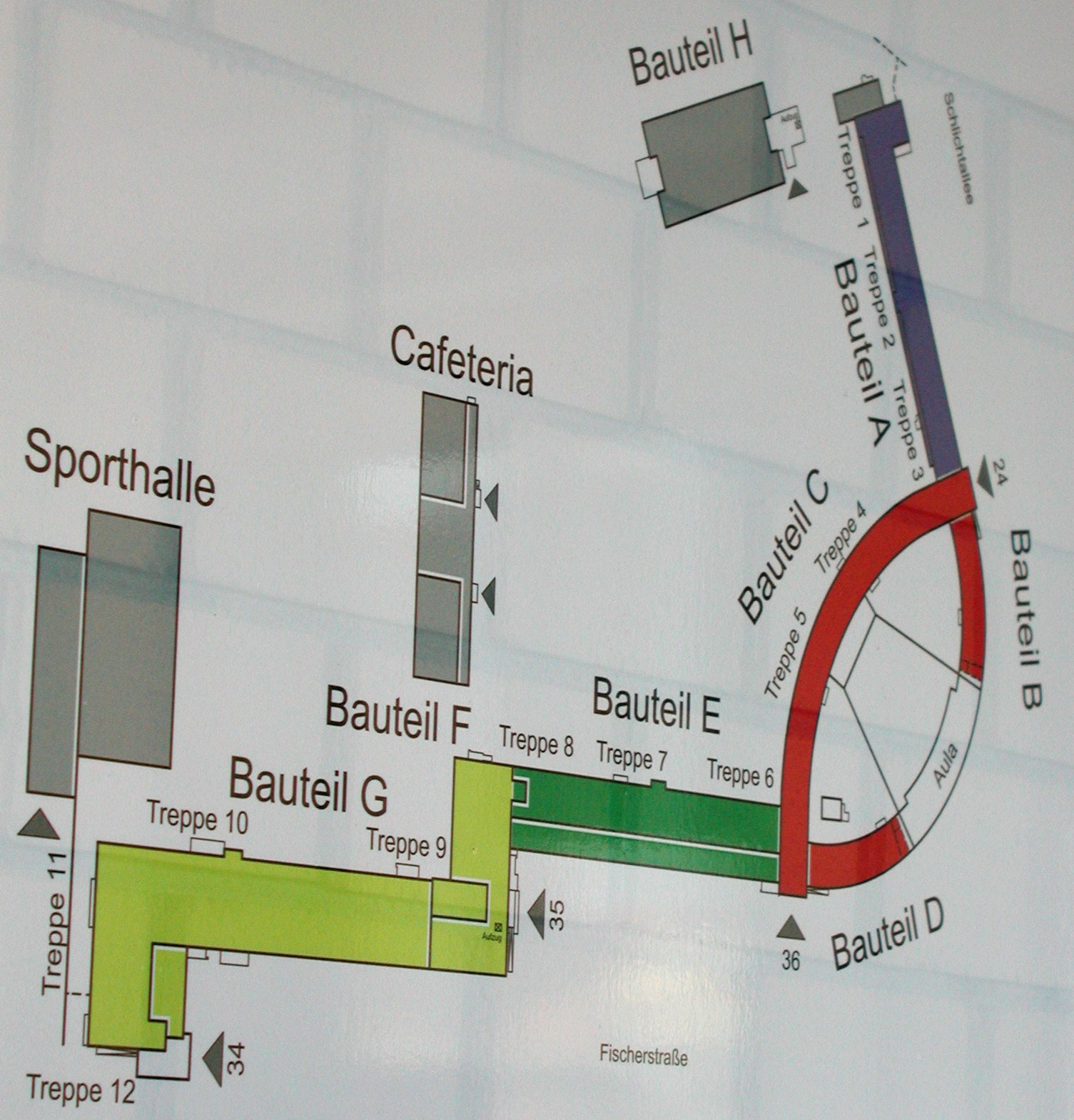
Gebäudeübersicht des Schulensembles am Nöldnerplatz

Abgesehen von einem 1958 errichteten Funktionsgebäude im Westen des Platzes, das heute von der Ausländerbehörde genutzt wird, ist der Platz nur an seiner Nordost- und Südostseite bebaut. Postalisch haben alle Gebäude Adressen in einer der angrenzenden Straßen.
Wichtigstes Gebäude ist die Max-Taut-Schule an der Südostseite des Platzes, die unter Denkmalschutz steht. Sie wurde im Rahmen eines 1927 ausgelobten Wettbewerbs von 1928 bis 1932 gebaut. Eingeweiht wurde sie erst 1935, als der Architekt Max Taut bei den nationalsozialistischen Machthabern bereits in Ungnade gefallen war. Im Zweiten Weltkrieg erlitt die Schule starke Schäden, die Aula wurde fast vollständig zerstört. In der DDR-Zeit trug der Schulkomplex den Namen Kant-Oberschule.
Nach 2000 wurde der gesamte Schulkomplex im Rahmen eines URBAN II-Wettbewerbs nach Plänen von Max Dudler umgebaut. Auch die jahrzehntelang ungenutzte Aula entstand wieder neu. Die sanierte Schule wurde am 5. Dezember 2007 der Öffentlichkeit übergeben und aus diesem Anlass nach ihrem Architekten in Max-Taut-Schule umbenannt. Sie wird als Oberstufenzentrum für Versorgungs- und Reinigungstechnik genutzt. Die sanierte Aula dient auch für Kulturveranstaltungen und Gesprächsrunden des Bezirksamtes Lichtenberg. Die Bezirksverordnetenversammlung Lichtenberg tagt an jedem dritten Donnerstag im Monat in der Max-Taut-Aula.

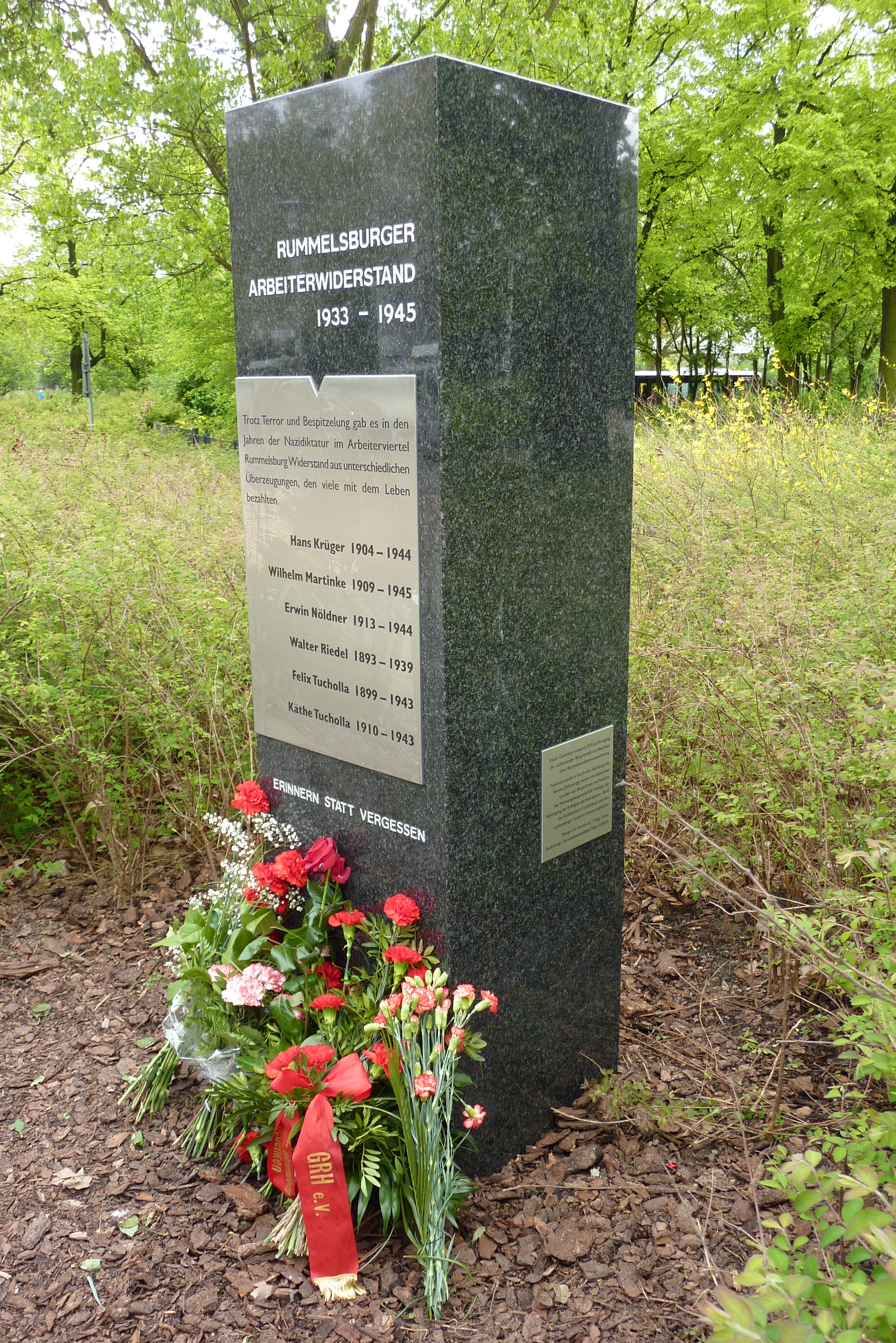
Gedenkstein für die Rummelsburger Widerstandskämpfer

Die Wohnbebauung an der Fischer- und Lückstraße ist ein heterogenes Bauensemble aus wenigen Häusern, die den Zweiten Weltkrieg überstanden haben, mit Ergänzungen der 1950er, 1970er und 1990er Jahre.
Im nördlichen Teil des Platzes stand eine nach Entwürfen von Erwin Kobbert errichtete Brunnenanlage, die inzwischen nicht mehr existiert (Stand: 2017).
Im Jahr 2010 weihte das Bezirksamt einen Gedenkstein für den Rummelsburger Arbeiterwiderstand 1933–1945 ein.
Anfang 2019 gab es einen künstlerischen Gestaltungswettbewerb zur Aufbesserung des Platzes. Den ersten Preis erkannte die Jury dem Künstler Christian Hasucha zu, der aus verschiedenen behauenen Granitsteinen das Sujet Himmel über Nöldnerplatz entworfen hatte. Im Januar 2020 wurde das Kunstwerk auf einer Grünfläche des Platzes eingeweiht.

### Nutzung
Durch seine relativ isolierte Lage zwischen mehreren Wohngebieten ist hier kein Geschäftszentrum entstanden. Lediglich an der Fischerstraße befinden sich einzelne Läden, wie ein Imbiss und ein Friseur. Der Platz besteht überwiegend aus Grünflächen, die von mehreren Verkehrsstraßen gekreuzt werden. Im Norden ist nach 2000 ein Bereich für spielende Kinder mit Skaterbahn und zum Bolzen umgebaut worden.

## Bahnhof

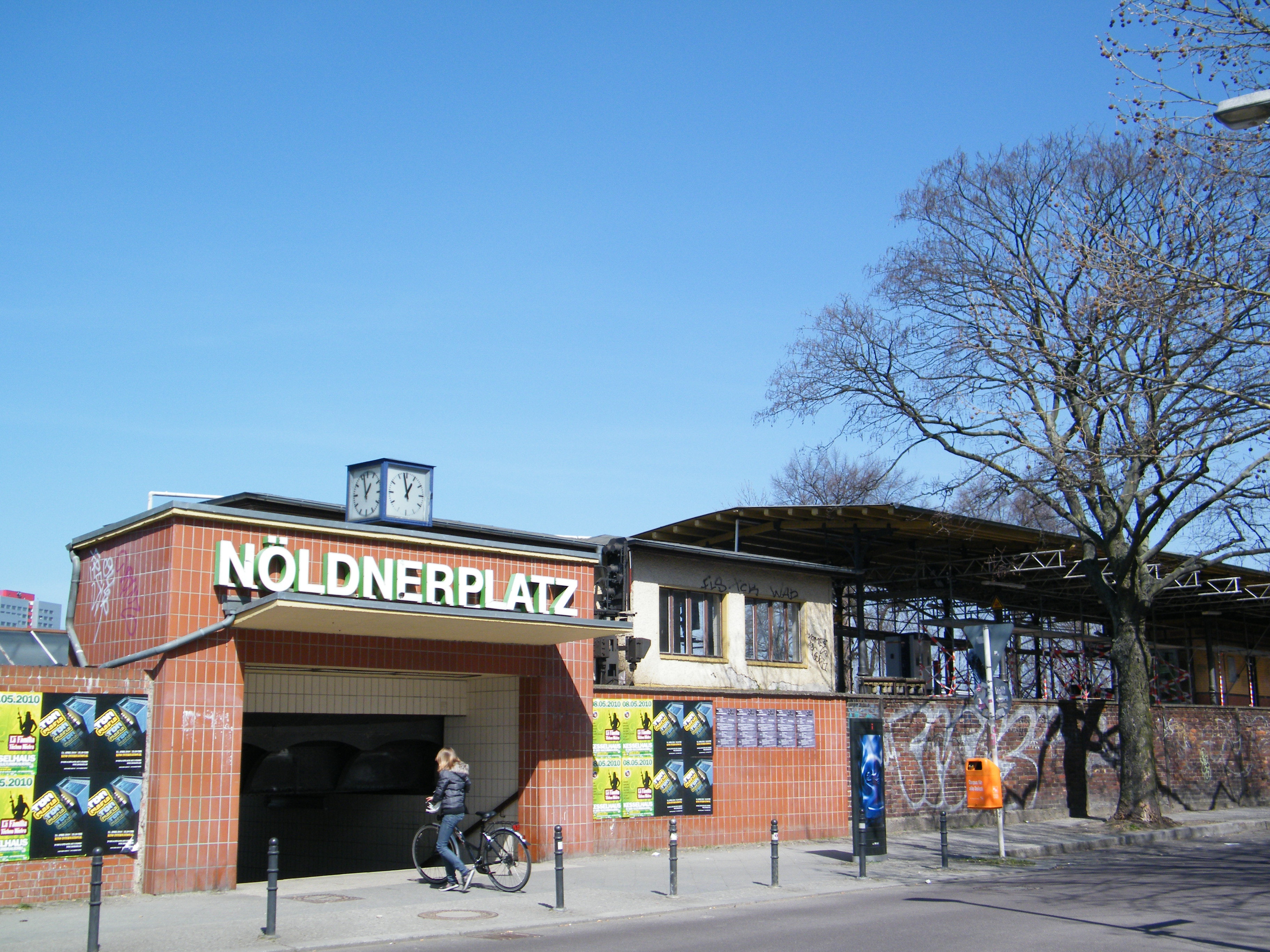
Bahnhof Nöldnerplatz

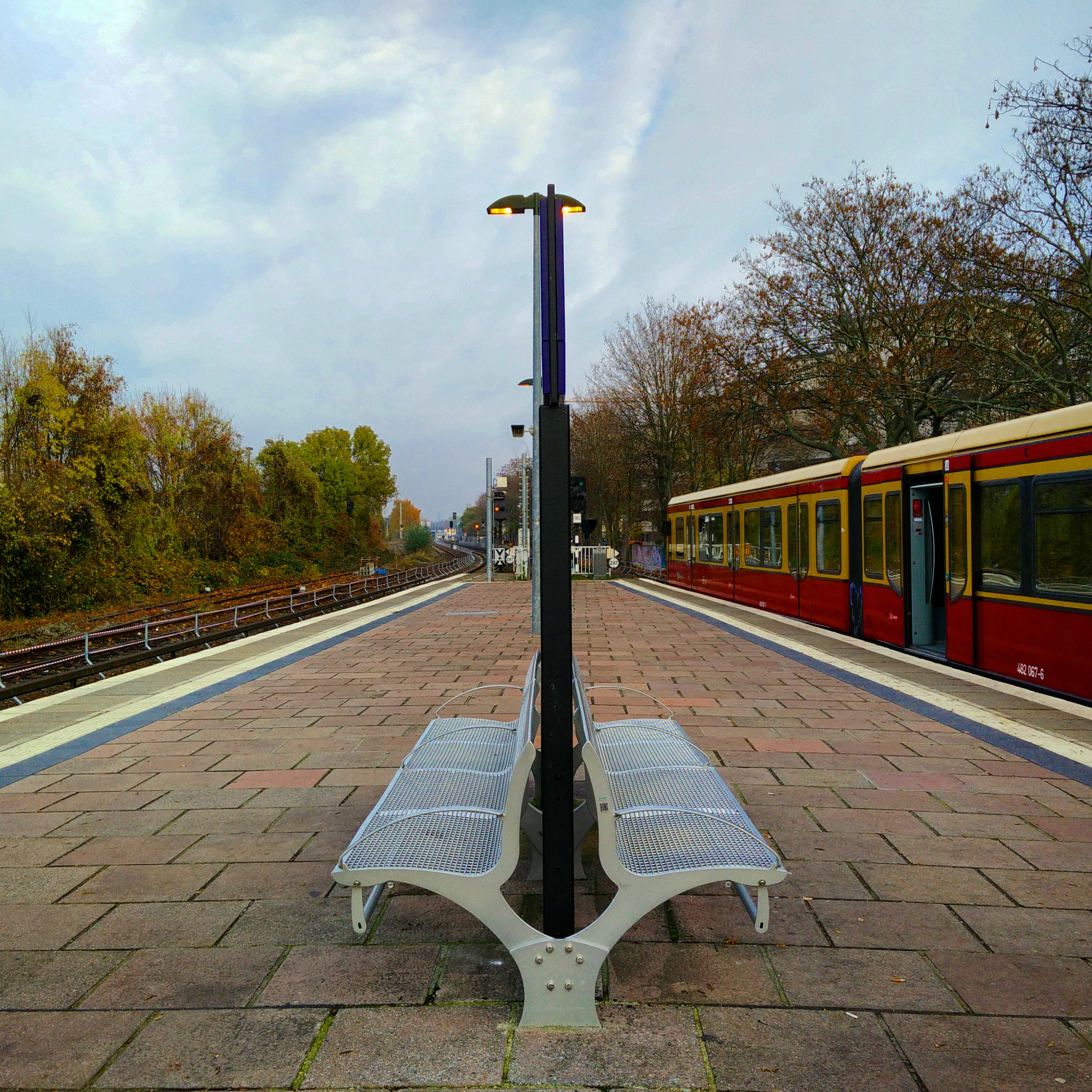
Bahnhof Nöldnerplatz, mit S-Bahn-Zug

### Geschichte
Mit der Höherlegung der Gleise der im Jahre 1867 eröffneten Preußischen Ostbahn wurde der Bahnhof am 1. Oktober 1902 zunächst unter dem Namen Rummelsburg-Ost eröffnet. Am 1. Oktober 1914 erfolgte eine Umbenennung in Neu-Lichtenberg. Am 6. November 1928 wurde der elektrische S-Bahn-Betrieb auf der Strecke aufgenommen. Seit dem 12. Dezember 1954 trägt der Bahnhof seinen Namen Nöldnerplatz.
Seit Mitte 2015 erfolgt die Zugabfertigung durch den Triebfahrzeugführer mittels Führerraum-Monitor (ZAT-FM).

### Anlagen
Der Bahnhof (amtliche Abkürzung: BNPL) am Streckenkilometer 3,4 der Ostbahn war betrieblich nur ein Haltepunkt. Seit 2018 ist er bahntechnisch ein Bahnhofsteil des Berliner Ostbahnhofs. Einziger Zugang zum Bahnsteig ist ein Fußgängertunnel auf der Westseite, der den Nöldnerplatz und die Kaskelstraße in der Victoriastadt verbindet. Ein Empfangsgebäude gibt es nicht, lediglich ein Aufsichtshäuschen auf dem Bahnsteig, das – wie auch die Überdachung der Westhälfte des Bahnsteigs – aus der Entstehungszeit des Bahnhofs stammt. Die Bahnsteigüberdachung besteht aus einem Holzdach auf gusseisernen Säulen. Das Eingangsportal auf der Südseite wurde in den 1960er Jahren erbaut.
Der Bahnsteig ist nicht barrierefrei zugänglich. Für den Einbau von Aufzügen müssen der Zugangstunnel und die Treppen grunderneuert werden. Die Arbeiten können erst nach Abschluss der Baumaßnahmen am Bahnhof Ostkreuz erfolgen. Die Bahn plant derzeit die Erneuerung des ortsteilverbindenden Tunnels sowie die Anlage von Rampen an beiden Ausgängen. Auch der Zugang zum Bahnsteig soll dann barrierefrei neu errichtet werden. Die Arbeiten sollen bis 2026/2027 abgeschlossen werden.
Westlich des Bahnhofs überquert die Bahnstrecke Frankfurter Allee–Rummelsburg auf einer Brücke die Kaskelstraße, die Ostbahn und den Archibaldweg. Nördlich der S-Bahn-Gleise befindet sich ein nicht elektrifiziertes Gleis der Bahnstrecke Berlin–Küstrin-Kietz Grenze in Richtung Bahnhof Lichtenberg. Daran schließen sich umfangreiche Abstellanlagen mit Lokschuppen und Werkstattgebäuden an. Ein rund 12.000 m² großer Teil dieses Komplexes wird seit 2004 von den B.L.O.-Ateliers verwaltet (die Abkürzung ‚BLO‘ ist das Kürzel des Bahnhofs Berlin-Lichtenberg im Betriebsstellenverzeichnis der Deutschen Bahn). Ein Teil der Abstellgleise dient für den Bahnbetrieb des Bahnhofs Lichtenberg.
Der S-Bahnhof wird von den Linien S5, S7 und S75 bedient. Es bestehen Übergangsmöglichkeiten zu den Buslinien 194, 240 und 396 (Tagesverkehr) und N94 (Nachtverkehr).
| Linie | Verlauf |
| ----- | --- |
|       | Westkreuz – Charlottenburg – Savignyplatz – Zoologischer Garten – Tiergarten – Bellevue – Hauptbahnhof – Friedrichstraße – Hackescher Markt – Alexanderplatz – Jannowitzbrücke – Ostbahnhof – Warschauer Straße – Ostkreuz – Nöldnerplatz – Lichtenberg – Friedrichsfelde Ost – Biesdorf – Wuhletal – Kaulsdorf – Mahlsdorf – Birkenstein – Hoppegarten – Neuenhagen – Fredersdorf – Petershagen Nord – Strausberg – Hegermühle – Strausberg Stadt – Strausberg Nord  |
|       | Potsdam Hauptbahnhof – Babelsberg – Griebnitzsee – Wannsee – Nikolassee – Grunewald – Westkreuz – Charlottenburg – Savignyplatz – Zoologischer Garten – Tiergarten – Bellevue – Hauptbahnhof – Friedrichstraße – Hackescher Markt – Alexanderplatz – Jannowitzbrücke – Ostbahnhof – Warschauer Straße – Ostkreuz – Nöldnerplatz – Lichtenberg – Friedrichsfelde Ost – Springpfuhl – Poelchaustraße – Marzahn – Raoul-Wallenberg-Straße – Mehrower Allee – Ahrensfelde |
|       | (Ostbahnhof –) Warschauer Straße – Ostkreuz – Nöldnerplatz – Lichtenberg – Friedrichsfelde Ost – Springpfuhl – Gehrenseestraße – Hohenschönhausen – Wartenberg |